# Inflation der Bildung
Die Inflation der Bildung beschreibt einen Prozess, durch welchen immer mehr Absolventen von Schulen, berufsbildenden Einrichtungen, Hochschulen und Universitäten verschiedene Abschlüsse mit besseren Zensuren (Durchschnittsnoten) erreichen. Indessen schneiden sie bei einem Vergleichstest bzw. bei Studien national oder international zunehmend schlechter ab. Somit steht dieser Prozess für mehr und vermeintlich „bessere“ Bildungsabschlüsse, die mit einer realen Abnahme der Bildungsqualität einhergehen.

## Ursachen
Begonnen hat dieser Inflationsprozess mit dem Wahrnehmen der Bildungsbenachteiligung bestimmter gesellschaftlicher Gruppierungen und dem Versuch, dieser entgegenzuwirken. Man kann diese „Inflation der Bildung“ daher auch als Teil der Bildungsparadoxe verstehen.
Dem zugrunde liegt der politische Wille, die „Durchlässigkeit“ bei Bildungsabschlüssen zu erhöhen, ohne dabei die tatsächlichen Leistungen der Schüler, Auszubildenden und Studenten zu verbessern. Dies kann man unter anderem durch einen niedrigeren „Punkte-Noten-Schlüssel“ (weniger Punkte für eine bessere Zensur) und verschiedene „Nachteilsausgleiche“ (z. B. mehr Zeit bei Klausuren für Menschen mit Migrationshintergrund) erreichen, und somit sind die Anforderungen für einen Abschluss senken. Nachteilsausgleiche waren ursprünglich für Menschen mit Behinderungen gedacht, werden jedoch mittlerweile auch auf sozial Benachteiligte und Menschen mit Migrationshintergrund ausgedehnt.
Als eigentliche Ursache sind die Versprechen aller Parteien zu sehen, die Bildung in Deutschland zu verbessern. Nach jeder Legislaturperiode stehen dann erneut Wahlen an und die jeweils regierenden Parteien wollen nun einen messbaren Beleg für eine vermeintliche Verbesserung präsentieren. Folglich müssen also die Noten bzw. die Abschlüsse verbessert werden, die jedoch eher eine reale Abnahme der Leistungen bedeuten und keine Steigerung. Dieses erfolgt durch indirekte Einflussnahme der Kultusminister bzw. Kultusministerkonferenz auf die Notengebung bzw. Notenschlüssel und Nachteilsausgleiche.
Einige Politiker sehen die Ursache der Problematik in der Bewertung von Bildungsergebnissen an sich und fordern die Abschaffung von Zensuren bzw. Noten zur Bewertung. Offen bleibt dabei, wie die Qualität der Bildungsergebnisse auch in Zukunft sichergestellt werden soll.

## Problem der Wirtschaftlichkeit
Bildungseinrichtungen in Deutschland unterliegen mehr und mehr der Wirtschaftlichkeit.
Das heißt, der Bildungsauftrag gerät zunehmend in die „Defensive“ und die Wirtschaftlichkeit drängt in den Vordergrund. Bildungsabschlüsse werden somit zu einem Produkt, das vermarktet wird. Schulen und Hochschulen bekommen öffentliche Mittel in Abhängigkeit von ihrer Schüler- bzw. Studentenanzahl. Daher sind Bildungseinrichtungen bestrebt, möglichst viele Lernende und Studierende zu haben.